# Internet Speculative Fiction Database
Internet Speculative Fiction Database (ISFDB) はサイエンス・フィクションと、関連するジャンルであるファンタジーおよびホラー小説についての書誌情報データベースである。

## 概要
ISFDBはボランティアによって成り立っており、データベースもウィキもユーザーが編集・情報更新可能である。ISFDBのデータベースとコードはクリエイティブ・コモンズライセンスで利用可能で、ウィキペディアとの双方向のインターリンクがサポートされている。そのデータはクリエイティブ・コモンズのライセンスで Freebase などの他の組織で再利用されている。ISFDBは基本的には書誌情報データベースだが、書籍・作家・シリーズ・出版社についての簡単な歴史や伝記も含んでいる。
ISFDBのデータベースは、作家、長編小説、短編小説、出版社、賞、雑誌で索引が付与されている。さらに作家の筆名、シリーズ名、賞、表紙イラスト作者、挿絵作者もサポートしており、作家、アーティスト、出版社の伝記・歴史情報とリンクしている。現在は書誌情報と二次的書誌情報源の照合を行っており、データの正確さを向上させ、スペキュレイティブ・フィクションを100%網羅することを目標としている。現在のデータベースの統計情報もオンラインで公開されている。ISFDBは 2005 Wooden Rocket Award の最優秀辞書サイト部門を受賞した。
1998年、コリイ・ドクトロウは Science Fiction Age にて「SF的事柄についての最良のオールラウンドのガイドは Internet Speculative Fiction Database である」と書いている。2009年4月、Freebase で Zenkat は「SF、ファンタジー、ホラー文学についてインターネット上で最も権威ある情報源と広くみなされている」と書いている。
2012年1月現在、Quantcastの推定では月に78,000人以上が訪れているという。
本格的データベースの具体例として、ISFDBのスキーマとMySQLファイルがいくつかの手引書で使われている。ISFDBのスキーマとデータは、Rails For Java Developers という書籍の第9章で使われている。Lucid Imagination の Solr に関する一連のチュートリアルでも例として使用されている。

## 歴史
1984年から1994年にかけてネットニュースの rec.arts.sf.written というニュースグループに、Jerry Boyajian、Gregory J. E. Rawlins、John Wenn の3人がスペキュレイティブ・フィクション作家の書誌情報を投稿していた。それらの投稿から、ある程度標準的な書誌情報フォーマットが出来ていく。それらの書誌情報の大部分は今も The Linköping Science Fiction Archive にある。1993年、Al von Ruff がSFの賞に関する情報を検索可能なデータベースを開発。1994年、John R. R. Leavitt が Speculative Fiction Clearing House (SFCH) を作った。同年後半、Leavitt が von Ruff に賞関連情報を自身のサイトで表示したいと相談し、データベース・ツールを提供してもらったが、同サイトの他の部分との連携がうまくいかず、導入を断念。1995年、Al von Ruff と rec.arts.sf.written によく投稿していた Ahasuerus が、SFCHでの経験と John Wenn が完成させた書誌情報フォーマットに基づきISFDBの構築を開始。1995年9月にISFDBが一応完成し、1996年1月にURLが公表された。
当初はイリノイ州シャンペーン郡のISPにあり、ディスク容量やデータベースサポートの面で制限されているという問題があった。そこで1997年10月、SFのポータルおよびレビューのサイトとして知られている SF Site に移転。その後 SF Site での維持コストが増大してきたため、2002年12月に自前のドメインを取得してそこに移動した。しかしあまりにも大量のリソースを消費するため、そのドメインをホスティングしていたISPが間もなくサイトを閉鎖した。
2003年1月からオフラインとなっていたが、同年3月テキサスA&M大学がホスティングを開始。
2007年、テキサスA&M大学でリソース割り当てに関する問題が発生し、ISFDBは独自にサーバを借りてホスティングするようになった。
ISFDBの編集は、Al von Ruff と "Ahasuerus" を中心とする一部の限られた人々が行っていたが、2006年にオープンコンテント化されて（登録すれば）誰でも編集できるようになった。
ISFDBのソースコードと中身はクリエイティブ・コモンズの表示ライセンスで利用可能である。2005年2月27日から、この方針になっている。